# Anne Sophie Triesch
Anne Sophie Triesch (* 2001) ist eine deutsche Schauspielerin.

## Leben
Von 2017 bis 2020 war Triesch in der Rolle der Charlotte „Lotte“ Ewald in der Fernsehserie Familie Dr. Kleist zu sehen. Triesch spricht fließend Englisch und beherrscht Hip-Hop, Ballett und Zumba. Sie lebt in Eisenach.